# Rafael Rodríguez Urrusti
Rafael Rodríguez Urrusti (Oviedo, Astúries, 22 d'agost de 1922 – ibídem, 5 d'octubre de 2000, als 78 anys) fou un escultor espanyol, artista autodidacta que treballava preferentment el ferro.
Va estudiar a l'Escola d'Aprenents de la Fàbrica d'Armes, treballant-hi com a ajustador i mestre armer, fins a 1960 (un període de 21 anys). La seva vocació artística li portava a emprar el seu temps lliure al forjat del ferro, activitat que li va fer acabar muntant un taller on va començar a realitzar les seves obres. Finalment decideix, a 1960 abandonar el seu treball a la Fàbrica d'Armes, i dedicar-se completament a la tasca escultòrica. Funda ara un taller de serralleria i de reixeria per a la realització d'encàrrecs, a Buenavista. Va realitzar la seva primera exposició a 1975.
Va realitzar petites obres per Artespaña, la qual cosa li va permetre vendre a Hispanoamèrica i Europa i rebre nombrosos reconeixements (encara que el reconeixement internacional de la seva feina li va arribar l'encàrrec dels centres asturians a Amèrica Llatina, per als que va fer figures del mític rei Pelai, entre les quals destaca la del centre argentí de Buenos Aires). A 1976 va ser nomenat Mestre Major dels artesans d'Astúries i en 1977 es crea el «San Mateo de hierro», premi anual amb el qual es pretén reconèixer i divulgar les virtuts dels asturians del món de les arts, les ciències o semblants.
Oviedo, la seva ciutat natal, acull una mostra del seu art, destacant entre les seves obres els dos murals de la seu central de l'antiga Caixa d'Estalvis d'Astúries, que representen el treball, la cultura i l'obra social realitzada per l'entitat, ambdues realitzades en xapa de ferro. També destaquen una rèplica a gran escala de la Creu de la Victòria, situada al monument al Sagrat Cor de Jesús a la Muntanya Naranco; els panells de l'Estació del Nord; el panell a l'entrada del barri del Otero; la peça dedicada a l'evangelista Sant Mateu per celebrar la festa del Pantocràtor; les imatges de Sant Joan, Sant Mateu i Sant Pere, a la façana de l'Església de Sant Joan el Real; la reixeria del Museu de Belles Arts d'Astúries, etc.
El 6 de febrer de 2001 l'Ajuntament d'Oviedo va aprovar que el carrer que entronca amb la de Villafría i finalitza a la plaça Lluís Estrada passés a denominar-se de Rafael Urrusti.

## Producció artística
Segons María del Carmen Menéndez Fernández, la seva creació artística pot considerar-se més figurativa que abstracta, podent-se distingir dos estils: un que dona origen a una etapa més clàssica, en la qual predomina la massa, i un altre, més avantguardista, amb predomini del buit, amb tenint l'espai com a element escultòric.
Les seves obres es fan utilitzant com materials xapes, perfils industrials o ferralla, treballades amb soldadura elèctrica i una tècnica característica, sobretot en l'acabat, amb peces de textura rugosa i un aspecte sovint de cera fosa.
Pel que fa a la temàtica de la seva obra, en la producció d'Urrusti ocupen un lloc destacat les figures i els símbols de la història i la tradició asturiana; malgrat això poden destacar també la seva obra religiosa, així com representació d'animals i personatges quotidians.
La seva obra composta per diverses col·leccions privades i, escultures urbanes disseminades pels carrers d'Oviedo, es completa amb alguns murals, faceta que es pot contemplar en alguns edificis públics de Gijón i Mieres, on es conserven diversos exemples destacats d'aquests.
Es poden contemplar escultures urbanes d'aquest escultor a la ciutat d'Oviedo, pràcticament totes realitzades en ferro, com ara:
- “Mendigo con perros”,1995, a la plaça Pedro Miñor.
- “ Ismael Fuente”, 1995, en el parc Ismael Fuente.
- “XX Trobada mundial de peñas barcelonistas”, 1996, al passeig Antonio García Oliveros.
- “San Mateo”, 1996, al carrer San Mateo.
- “60º Congreso A.I.P.S. y José Miguel Cano Secades”, 1997, al passeig Antonio García Oliveros
- “Murals de l'estació de Renfe”, 1980, ubicats al «hall» de l'antiga estació de RENFE (hui estació conjunta RENFE-FEVE), al final del carrer Uría.
- “Homenaje a Marino Lejarreta”, 2003, a la Manzaneda.
- “Calamón”, 2000, al nucli de població de Manzaneda, a uns 6 km d'Oviedo.